# Hong Kong A1 Division Championship
La Hong Kong A1 Division Championship (Cinese tradizionale:香港男子甲一組籃球聯賽), conosciuto anche con il nome di A1 Division, è la massima divisione professionistica di pallacanestro di Hong Kong. Il torneo, organizzato dalla Federazione cestistica di Hong Kong, è posto sotto l'egida della FIBA Asia. La competizione si tiene con cadenza annuale, da ottobre a febbraio tipicamente, e vede la partecipazione, almeno per la stagione 2023-2024, di 10 squadre.
L'edizione inaugurale della competizione si è tenuta nella stagione 1954-1955; la squadra con il maggior numero di vittorie nel torneo è il Winling Basket che si è aggiudicato per 17 volte la vittoria finale.

## Formato
Dal 2021, la stagione si svolge solitamente tra ottobre e febbraio, con la competizione che è divisa in due fasi: prima la stagione regolare in cui tutte le squadre giocano contro le altre, sia in casa che in trasferta, per determinare la classifica finale; le migliori sei squadre della prima fase ottengono l'accesso per i play-off dove viene assegnato il titolo. Per rendere il campionato più divertente, nel 2005 è stato adottato un sistema di play-off e a metà stagione si svolge l'All-Star Game.

## Squadre partecipanti
Un totale di dieci squadre prendono parte alla competizione per l'edizione 2023-2024.
| ABLE Hon Friends     | Hong Kong |
| Chongde Flying Eagle | Hong Kong |
| Chun Yu Basket       | Hong Kong |
| Fukien Basket        | Hong Kong |
| Eastern Hong Kong    | Hong Kong |
| Nam Ching            | Hong Kong |
| Pegasus Kinlung      | Hong Kong |
| South China          | Hong Kong |
| Tycoon Basket        | Hong Kong |
| Winling Basket       | Hong Kong |

## Albo d'Oro
| Edizione | Stagione | Campione                   |
| -------- | -------- | -------------------------- |
| 1        | 1954–55  | South China (1)            |
| 2        | 1955–56  | Self-Strength (1)          |
| 3        | 1956–57  | Eastern Hong Kong (1)      |
| 4        | 1957–58  | South China (2)            |
| 5        | 1958–59  | Pei Er Basket (1)          |
| 6        | 1959–60  | South China (3)            |
| 7        | 1977     | Kung Ngam (1)              |
| 8        | 1978     | Hong Kong Police (1)       |
| 9        | 1979     | Hong Kong Police (2)       |
| 10       | 1980     | Kung Ngam (2)              |
| 11       | 1981     | Kung Ngam (3)              |
| 12       | 1982     | Kung Ngam (4)              |
| 13       | 1983     | Si Yuan Basket (1)         |
| 14       | 1984     | South China (4)            |
| 15       | 1985     | South China (5)            |
| 16       | 1986     | South China (6)            |
| 17       | 1987     | Hong Kong Police (3)       |
| 18       | 1988     | Fukien Basket (1)          |
| 19       | 1989     | Si Yuan Basket (2)         |
| 20       | 1990     | Si Yuan Basket (3)         |
| 21       | 1991     | Fukien Basket (2)          |
| 22       | 1992     | Winling Basket (1)         |
| 23       | 1993     | Si Yuan Basket (4)         |
| 24       | 1994     | Winling Basket (2)         |
| 25       | 1995     | Winling Basket (3)         |
| 26       | 1996     | Winling Basket (4)         |
| 27       | 1997     | Winling Basket (5)         |
| 28       | 1998     | Winling Basket (6)         |
| 29       | 1999     | Winling Basket (7)         |
| 30       | 2000     | Winling Basket (8)         |
| 31       | 2001     | Winling Basket (9)         |
| 32       | 2002     | Winling Basket (10)        |
| 33       | 2003     | Fukien Basket (3)          |
| 34       | 2004     | South China (7)            |
| 35       | 2005     | South China (8)            |
| 36       | 2006     | Winling Basket (11)        |
| 37       | 2007     | Winling Basket (12)        |
| 38       | 2008     | South China (9)            |
| 39       | 2009     | Winling Basket (13)        |
| 40       | 2010     | Winling Basket (14)        |
| 41       | 2010–11  | Winling Basket (15)        |
| 42       | 2011–12  | South China (10)           |
| 43       | 2012–13  | South China (11)           |
| 44       | 2013–14  | Winling Basket (16)        |
| 45       | 2014–15  | Winling Basket (17)        |
| 46       | 2015–16  | South China (12)           |
| 47       | 2016–17  | South China (13)           |
| 48       | 2017–18  | Eastern Hong Kong (2)      |
| 49       | 2018–19  | South China (14)           |
| –        | 2019–20  | Competizione non disputata |
| 50       | 2020–21  | South China (15)           |
| 51       | 2021–22  | South China (16)           |
| –        | 2022–23  | Competizione non disputata |
| 53       | 2023–24  | Eastern Hong Kong (3)      |
| 54       | 2024–25  | South China (17)           |

### Vittorie per club
| Squadra             | Vittorie |
| ------------------- | --- |
| Winling Basket 17   | 1992, 1994, 1995, 1996, 1997, 1998, 1999, 2000, 2001, 2002, 2006, 2007, 2009, 2010, 2010-2011, 2013-2014, 2014-2015                                   |
| South China 17      | 1954-55, 1957-58, 1959-60, 1984, 1985, 1986, 2004, 2005, 2008, 2011-2012, 2012-2013, 2015-2016, 2016-2017, 2018-2019, 2020-2021, 2021-2022, 2024-2025 |
| Si Yuan Basket 4    | 1983, 1989, 1990, 1993 |
| Kung Ngam 4         | 1977, 1980, 1981, 1982 |
| Eastern Hong Kong 3 | 1956-1957, 2017-2018, 2023-2024 |
| Fukien Basket 3     | 1988, 1991, 2003 |
| Hong Kong Police 3  | 1978, 1979, 1987 |
| Pei Er Basket 1     | 1958-1959 |
| Self-Strength 1     | 1955-1956 |